# Naxidia semiobscura
Naxidia semiobscura är en fjärilsart som beskrevs av Inoue 1955. Naxidia semiobscura ingår i släktet Naxidia och familjen mätare. Inga underarter finns listade i Catalogue of Life.